# Монфалькон, Жан
Жан де Монфалькон (фр. Jean de Montfalcon; 1767—1845) — французский военный деятель, генерал-лейтенант (1825 год), шевалье (1811 год), участник революционных и наполеоновских войн.

## Биография
Родился в семье Шарля де Монфалькона (фр. Charles de Montfalcon) и Элизабет Морель (фр. Elisabeth Morel). Семья Монфалькон — старинная савойская дворянская семья, родом из Новалеза. Учился в колледже Шамбери, бывшей столицы герцогства.
3 ноября 1786 года записался на военную службу. 15 ноября 1790 года он поступил в гвардейский корпус, где получил звание младшего лейтенанта пехоты. 5 ноября 1792 года получил удостоверение лейтенанта. 27 ноября 1792 года Савойское герцогство было оккупировано и аннексировано Францией. Жан де Монфалькон 7 июня 1793 года подал в отставку и уехал во Францию, чтобы в августе вступить в армию. 9 августа 1793 года он стал лейтенантом-инструктором кавалерии и конной артиллерии Армии Восточных Пиренеев. 19 июня 1794 года он стал помощником полковника штаба Герена, а 14 января 1796 года стал адъютантом у генерала Дюга. Он последовательно служил в Армии Берегов Океана в 1796 году, в Итальянской армии в 1797 и 1798 годах, участвовал в Египетской кампании с 1798 по 1800 год.
Он был назначен капитаном 30 апреля 1798 года и временным командиром эскадрона 5 сентября 1799 года главнокомандующим Восточной армии. В звании он был утверждён 2 января 1801 года. С 1802 по 1803 год он входил в состав экспедиции на Сан-Доминго в качестве адъютанта генерала Дюга, а на следующий день после смерти последнего, 16 октября 1802 года, он с теми же функциями перешёл к генералу Леклерку. 10 апреля 1803 года он был назначен временным полковником главнокомандующим в Сан-Доминго генералом Рошамбо и 12 ноября 1803 года вернулся во Францию.
6 апреля 1804 года он был утверждён в звании полковника штаба. 2 сентября 1805 года присоединился к Итальянской армии маршала Массена и в октябре 1805 года занял должность начальника штаба 5-й пехотной дивизии генерала Сера. 1 февраля 1806 года возглавил штаб пехотной дивизии Молитора и участвовал в Далматской кампании. 6 июля 1806 года был при снятии осады с Рагузы. В 1809 года участвовал в Австрийской кампании. 15 августа 1809 года получил дотацию в размере 2000 франков годового дохода с Эрфурта. С 20 января 1811 года, после роспуска дивизии, оставался без служебного назначения.
18 марта 1811 года вошёл в состав мобильной колонны генерала Дюронеля в 19-м, 7-м и 8-м военных округах. С 16 сентября 1811 года вновь в бездействии. 18 января 1812 года был назначен начальником штаба 6-й пехотной дивизии генерала Леграна 2-го корпуса Великой Армии. Участвовал в Русской кампании 1812 года. 19 октября был ранен пулей в левое ухо в битве под Полоцком. 11 апреля 1813 года получил отпуск по состоянию здоровья. 7 июля 1813 года он стал начальником штаба генерал-губернатора Иллирийских провинций, а в октябре присоединился к Итальянской армии. 1 января 1814 года он получил звание бригадного генерала и командовал 1-й бригадой 3-й пехотной дивизии генерала Фрессине 2-го корпуса Итальянской армии. С 1 сентября 1814 года без служебного назначения.
14 апреля 1815 года он принял командование департаментом Канталь, а 13 июня был назначен начальником 1-й бригады 23-й пехотной дивизии (генерала Дессе) 7-го наблюдательного корпуса Альпийской армии. 7 июля 1815 года он был снова переведен в бездействующее состояние.
1 декабря 1824 года он был зачислен в общий резерв армии. 23 мая 1825 года произведён в почётные генерал-лейтенанты. 22 марта 1831 года зачислен в резерв Генерального штаба с понижением в звании до лагерного маршала. 11 июня 1832 года окончательно вышел в отставку.
Монфалькон приобрёл недвижимость в городке Сен-Жени, в департаменте Эн. Выйдя на пенсию, он сохранил французское гражданство, но поселился в Женеве. Жан де Монфалькон умер 12 мая 1845 года в своей квартире, расположенной на улице Корратри, 5, в Женеве, Швейцария. Его тело похоронено на кладбище Компесьер.
Эпитафия генералу: «Здесь покоится генерал-лейтенант Жан де Монфалькон, родившийся 5 февраля 1767 года, умер 12 мая 1845 года, офицер Почетного легиона, рыцарь Империи и Сен-Луи. Он участвовал во всех кампаниях Республики, Консульства и Империи. Своим славным мечом он начертал своё имя на Пирамидах Египта, на раскалённом песке Сан-Доминго, на равнинах Италии и в ледяных степях России. Его храбрость и верность соответствовали его доброте и сердечности. Все, кто его знал, разделяют сожаление его безутешной семьи. Из глубин».

## Воинские звания
- Солдат (3 ноября 1790 года);
- Младший (15 ноября 1790 года);
- Лейтенант (5 ноября 1792 года);
- Капитан (30 апреля 1798 года);
- Командир эскадрона (5 сентября 1799 года, утверждён 2 января 1801 года);
- Полковник штаба (10 апреля 1803 года, утверждён 6 апреля 1804 года);
- Бригадный генерал (1 января 1814 года);
- Генерал-лейтенант (23 мая 1825 года);
- Лагерный маршал (22 марта 1831 года).

## Титулы

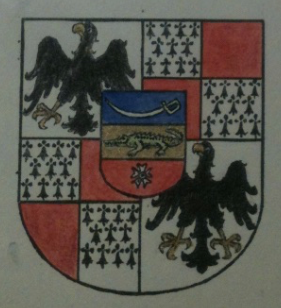
Герб шевалье

- Шевалье Монфалькон и Империи (фр. chevalier Montfalcon et de l'Empire; декрет от 15 августа 1810 года, патент подтверждён 29 января 1811 года в Париже)[1][2].

## Награды
Легионер ордена Почётного легиона (28 июля 1806 года)
 Офицер ордена Почётного легиона (9 августа 1812 года)
 Кавалер военного ордена Святого Людовика (17 января 1815 года)